# Leštinský potok
Leštinský potok (pol. Leszczyński potok) – niewielki ciek wodny w północno-zachodniej Słowacji, na Orawie, w dorzeczu rzeki Orawy. Długość ok. 8,5 km. Jego dolina wyznacza oś wschodniej części Rowu Podchoczańskiego.
Źródła na wysokości ok. 970 m n.p.m., na północnych stokach przełączki rozdzielającej wzniesienia Ostroň i Ostrý vrch (1011 m n.p.m.) leżące w północnej części grupy Sielnickich Wierchów w Górach Choczańskich. Przez pierwszy kilometr spływa w kierunku północnym, po czym skręca i generalnie cała reszta toku, tworząca szeroką dolinę, ma kierunek zachodni.
Przepływa kolejno przez wsie Osádka, Leštiny i Vyšný Kubín. W północno-zachodniej części tej ostatniej miejscowości, na wysokości ok. 510 m n.p.m., uchodzi – jako prawobrzeżny dopływ – do Jasenovskiego potoku.
Największym dopływem jest lewobrzeżny Holický potok (długość ok. 2,7 km). Jego źródła znajdują się na wysokości ok. 790 m n.p.m., na północnych stokach masywu Wielkiego Chocza. Spływa w kierunku północno-zachodnim i wpada do Leszczyńskiego Potoku na wysokości ok. 550 m n.p.m., pomiędzy miejscowościami Leštiny i Vyšný Kubín.